# جيرالد غرين
جيرالد غرين (بالإنجليزية: Gerald Green)‏ (8 أبريل 1922، بروكلين في الولايات المتحدة - 29 أغسطس 2006، نوروولك في الولايات المتحدة)؛ كاتب سيناريو، كاتب، صحفي وروائي أمريكي.

## روابط خارجية
- جيرالد غرين على موقع IMDb (الإنجليزية)
- جيرالد غرين على موقع مونزينجر (الألمانية)
- جيرالد غرين على موقع قاعدة بيانات برودواي على الإنترنت (الإنجليزية)
- جيرالد غرين على موقع قاعدة بيانات برودواي على الإنترنت (الإنجليزية)
- جيرالد غرين على موقع قاعدة بيانات الفيلم (الإنجليزية)